# Palazzo Cosmos
Il Palazzo Cosmos è un grattacielo di Mar del Plata in Argentina.

## Storia
Il grattacielo venne progettato dall'architetto Juan Antonio Dompé e terminato nel dicembre del 1964, in un periodo in cui Mar del Plata si trasformava da esclusiva località balenare frequentata dalle classi alte in una località balneare di massa frequentata dalla classe media. Dompé progettò anche i vicini e contemporanei Palazzo Edén (1962) ed Edificio Demetrio Elíades (1969).

## Descrizione
L'edificio, uno dei più rappresentativi del panorama urbano marplantense, presenta un'altezza di 119 metri per 38 piani. La struttura dispone di due piani interrati e due mezzanini destinati a parcheggi per i residenti; sempre alla base si trovano quindi dei locali commerciali, affacciati sulla strada. La torre vera e propria, invece, consta di 35 livelli con 8 appartamenti ciascuno.

## Galleria d'immagini

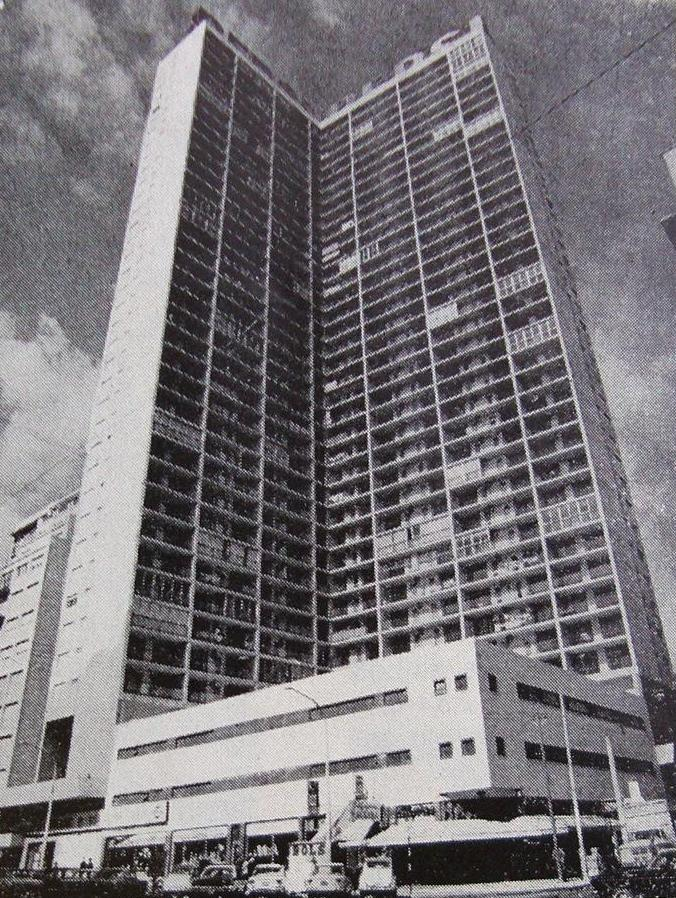
La torre negli anni 70
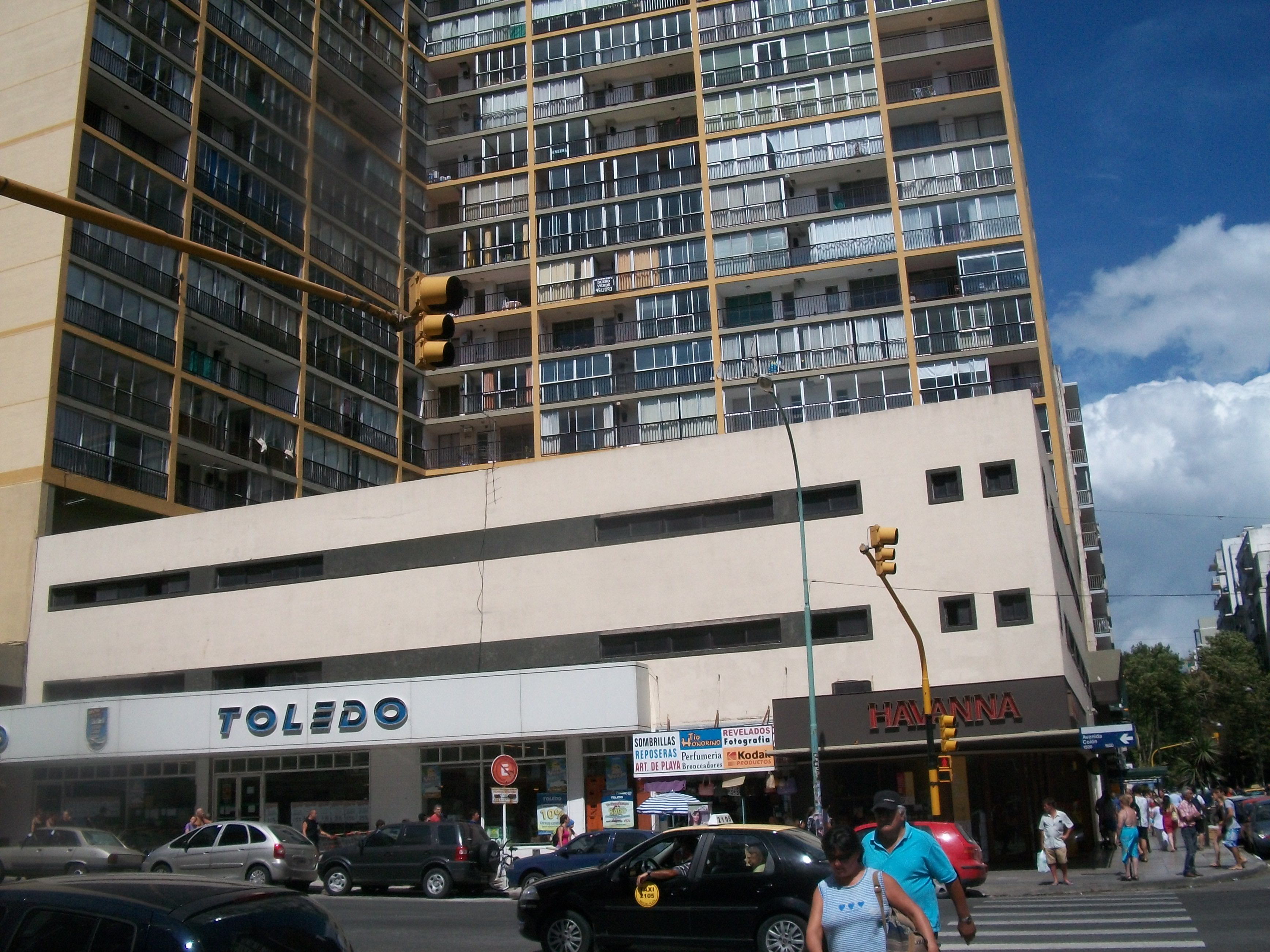
La base dell'edificio